# João da Costa Pinto Dantas
João da Costa Pinto Dantas (Rio de Janeiro, 24 de julho de 1873 - Salvador, 25 de fevereiro de 1940) foi um advogado e político brasileiro. Foi intendente municipal de Itapicuru, deputado estadual na Bahia e deputado federal e senador estadual do Estado da Bahia.
Primeiro filho do barão de Jeremoabo, João Dantas nasceu na cidade do Rio de Janeiro e foi batizado na cidade de Salvador. Era neto de Antônio da Costa Pinto (Conde de Sergimirim) e sobrinho neto de Antônio da Costa Pinto Junior (Visconde da Oliveira), o seu sogro foi o médico e ex deputado Ribeiro dos Santos. Após fazer os primeiros estudos em Alagoinhas e em Salvador, Bacharelou-se em Ciências Jurídicas pela Faculdade de Direito da Bahia em 1895.
Apos formado, assumiu os negócios da família, pois era o varão, fixando residência no Engenho de Santo Antônio de Camuciatá, em Itapicuru. O Sobrado do Engenho de Santo Antônio de Camuciatá, onde morou, foi tombado pelo Instituto do Patrimônio Artístico e Cultural da Bahia em 1994 e na atualidade é o Museu do Nordeste Barão de Jeremoabo.

## Política
Entre 1900 a 1903, ocupou a intendência de Itapicuru, cargo que exerceu simultaneamente ao cargo de deputado estadual, que exerceu entre de abril de 1901 a dezembro de 1902.
De maio de 1903 até dezembro de 1905 foi deputado federal e em 1908, retornou à intendência da cidade de Itapicuru, exercendo a função até 1912 e novamente ocupou o mesmo cargo de 1922 a 1924. Também foi eleito senador estadual entre 1924 a 1930.
Em outubro de 1934, foi novamente eleito deputado federal pela Bahia, ocupando a cadeira entre maio de 1935 até 10 de novembro de 1937, quando foi cassado seus direitos políticos com a entrada do regime do Estado Novo.
João da Costa Pinto Dantas foi pai de João da Costa Pinto Dantas Júnior, deputado federal pela Bahia, e Cícero Dantas Martins, também deputado federal pela Bahia. Seu neto, João Carlos Tourinho Dantas, foi deputado federal pela Bahia e seu bisneto, Sérgio Raimundo Tourinho Dantas foi deputado federal pela Bahia de 1992 a 1995.
Todos os seus seis (6) filhos homens exerceram mandatos eletivos, foram eles, além dos acima citados:
José da Costa Pinto Dantas ex prefeito de Belmonte. 
Antônio da Costa Pinto Dantas ex prefeito de Esplanada e Ituberá. 
Arthur da Costa Pinto Dantas ex prefeito de Itapicuru. 
Annibal da Costa Pinto Dantas ex prefeito de Itapicuru. 
O seu único irmão Antônio da Costa Pinto Dantas também foi deputado e o seu genro José Guimarães (filho de Wenceslau Guimarães) também foi deputado estadual e federal. 